# Blood Red Shoes
Blood Red Shoes – brytyjski duet rocka alternatywnego, w skład którego wchodzą Steven Ansell i Laura-Mary Carter, założony pod koniec 2004 roku w Brighton w Anglii. Wydał do tej pory sześć albumów studyjnych: Box of Secrets (2008), Fire like This (2010), In Time to Voices (2012), Blood Red Shoes (2014), Get Tragic (2019) i Ghosts on Tape (2022). 
Zespół wykonuje muzykę z gatunków rocka alternatywnego i indie rocka, z wpływem muzyki punkowej i shoegaze. Grupa czerpała inspirację z takich zespołów, jak m.in.: Babes in Toyland, Nirvana, Queens of the Stone Age czy Hole. Znani są z organizacji licznych koncertów, także w takich miejscach, jak m.in. Indonezja, Brazylia czy Hongkong.

## Historia

### Powstanie zespołu i pierwsze single (do 2007)

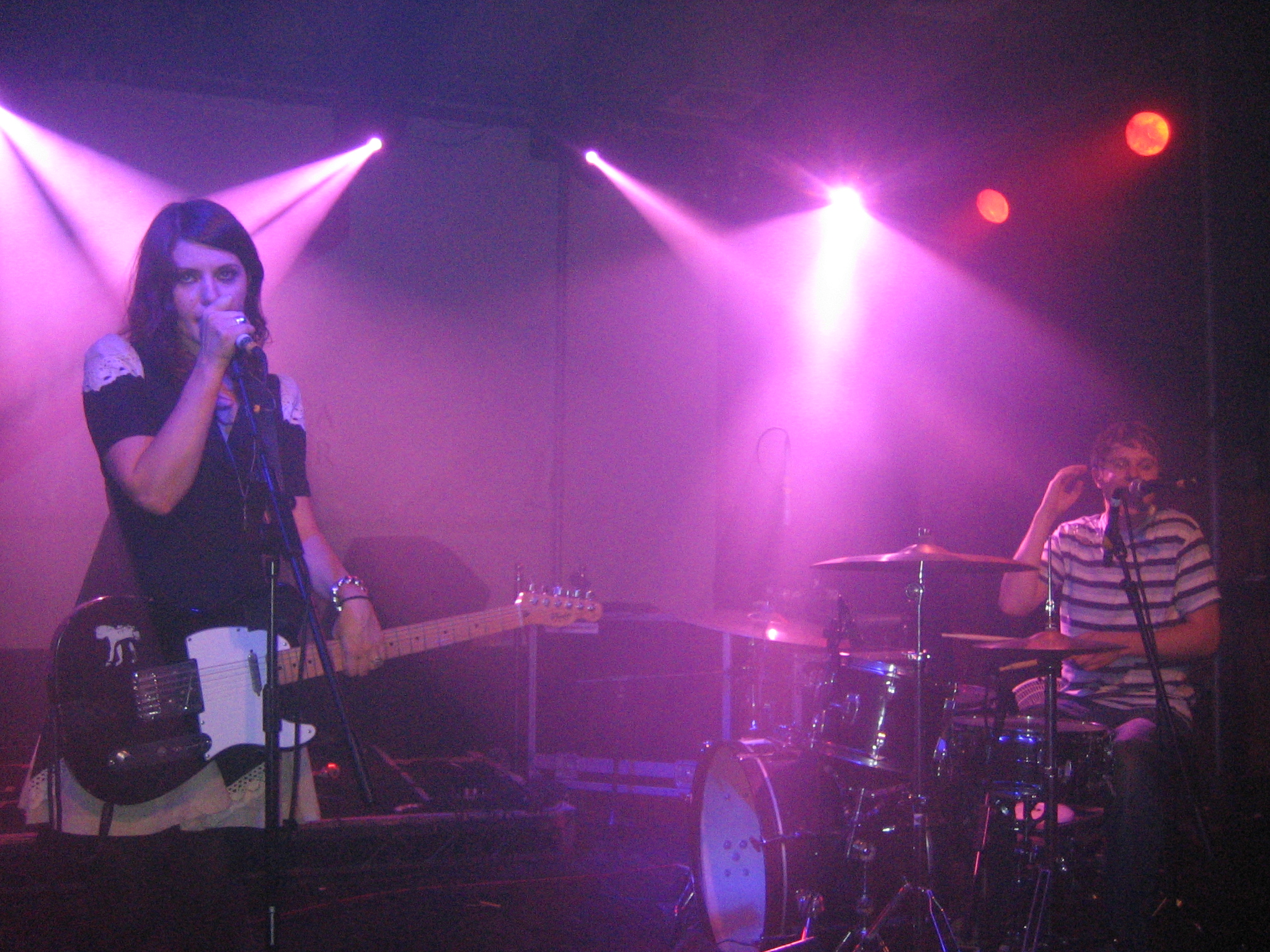
Koncert zespołu w maju 2007 roku

Zespół został założony pod koniec 2004 roku w Brighton przez perkusistę Stevena Ansella i gitarzystkę Laurę-Mary Carter po tym, jak ich poprzednie projekty rozpadły się – Ansell występował w Cat on Form, a Carter w Lady Muck. W wywiadzie w dla berlińskiego magazynu Nuflicks Carter wyjaśniła, że nazwa zespołu została zaczerpnięta z musicalu Ginger Rogers i Freda Astairego – Rogers rzekomo musiała przerabiać scenę stepowania tyle razy, że jej białe buty do tańca nasiąkały krwią. 
W lipcu 2005 roku ukazał się ich debiutancki singiel „Victory for the Magpie”, a dzięki BBC Radio 1 i XFM promującym utwory „Victory for the Magpie” i „Don't Always Say Yes” wyprzedał się on w ciągu kilku tygodni. Na początku 2006 wydali podwójny A-side „Stitch Me Back / Meet Me at Eight”, a także single „ADHD” i „You Bring Me Down”. 
W 2006 roku grupa koncertowała z Maxïmo Park, Panic! At The Disco i Metric.
W 2007 roku wydali single „It's Getting Boring By The Sea” (11 czerwca) i „I Wish I Was Someone Better” (29 października), a także minialbum kompilacyjny I'll Be Your Eyes (22 czerwca) nakładem niezależnej wytwórni V2 Records. Kiedy jeszcze w tym samym roku Universal Music Group kupiła niezależną wytwórnię V2, zdecydowała się ona zachować tylko kilka zespołów w składzie wytwórni, wśród których znalazł się duet Blood Red Shoes.
Zespół wystąpił na festiwalu Camden Crawl w 2007 roku, a także był jednym z czterech zespołów, które zagrały w ramach trasy koncertowej NME New Music Tour 2007, obok The Little Ones, Pull Tiger Tail i The Rumble Strips. Latem 2007 roku zespół wystąpił na kilku festiwalach, m.in. na T in the Park, na inauguracyjnym festiwalu Underage Festival i na festiwalu Electric Gardens. Występowali również jako support przed wieloma zespołami, m.in. Biffy Clyro i Maxïmo Park.

### Box of SecretsiFire Like This(2007–2010)
W lipcu 2007 roku zespół rozpoczął nagrywanie swojego debiutanckiego albumu studyjnego w Walii wspólnie z producentem Mikem Crosseyem. W kolejnym roku byli gotowi by go wydać, lecz w związku ze sprzedażą V2 do Universal zespół wydał debiutancki album Box of Secrets nakładem wytwórni Mercury 14 kwietnia 2008 roku.
Otworzyli koncert Foals w Brighton 10 kwietnia 2009 roku, a 17 maja tego samego roku grali na festiwalu All Tomorrow's Parties na zaproszenie grupy The Breeders.
Zespół stworzył także instrumentalny utwór „Carry Knots”, który pojawił się na składance Audioscope w październiku 2009 roku w ramach pomocy organizacji charytatywnej Shelter, pomagającej osobom bezdomnym. 25 listopada tego samego roku zespół udostępnił nowy utwór „Colours Fade”.
Blood Red Shoes ponownie współpracował Crosseyem w 2010 roku nad drugim już albumem studyjnym Fire like This, na którym grupa przyjęła bardziej oszczędne brzmienie. Nowy singiel zespołu, „Light It Up”, został wydany 21 lutego tego samego roku, na tydzień przed premierą ich drugiego albumu 1 marca 2010 roku, wydanego nakładem V2. Płyta nagrywana była liverpoolskim Motor Museum. 10 maja tego samego roku został wydany singiel „Don't Ask”, a 22 lipca pojawił się teledysk do kolejnego singla z albumu – „Heartsink”.

### In Time To VoicesiBlood Red Shoes(2011–2018)

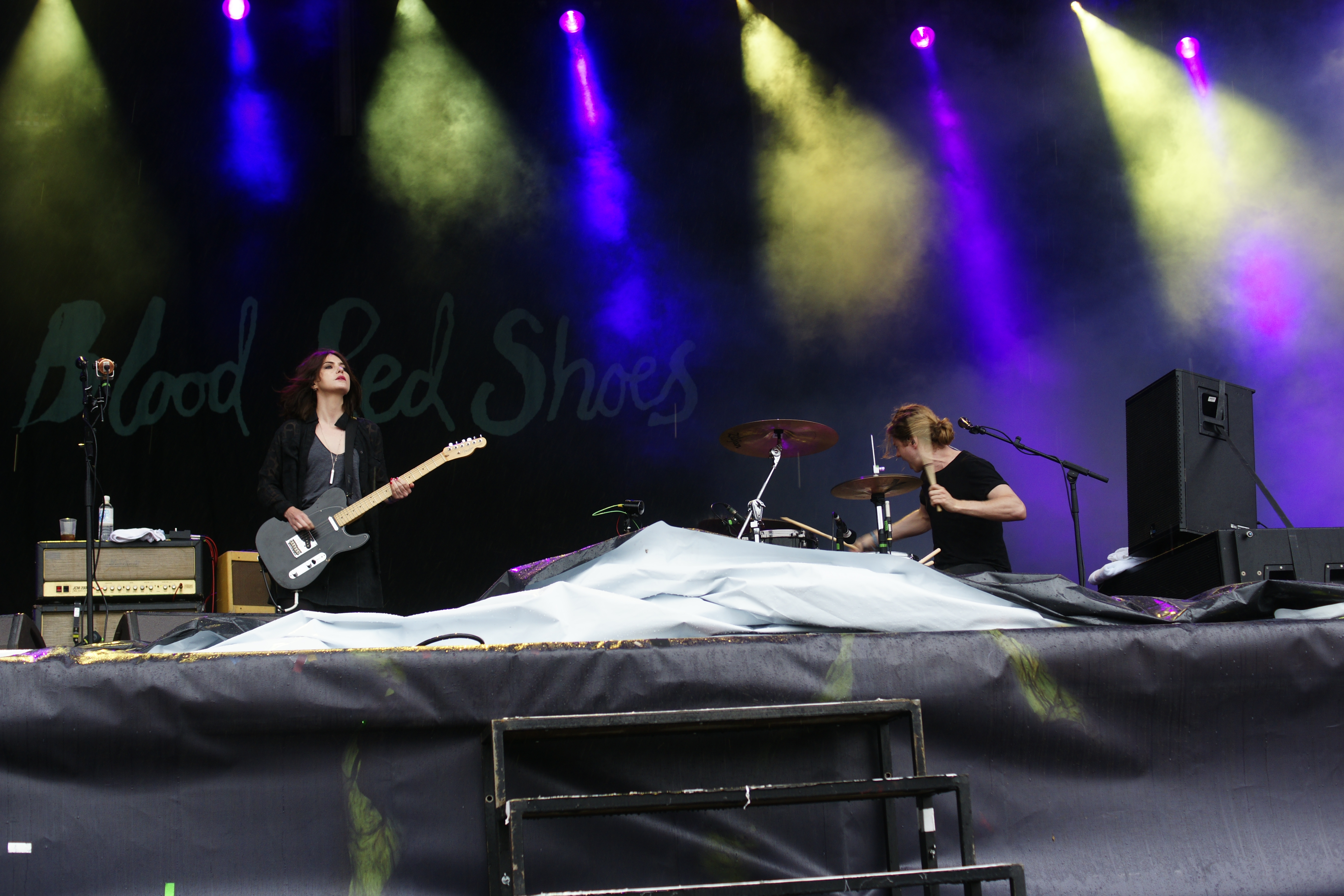
Zespół Blood Red Shoes na festiwalu Deichbrand 2015

W październiku 2011 roku zespół zaczął nagrywać swój trzeci album studyjny, In Time to Voices, w studiu Motor Museum w Liverpoolu z wieloletnim producentem Mikem Crosseyem. 29 lutego 2012 odbyła się premiera nowego singla „Cold” w BBC Radio 1. Singiel ten został wydany 19 marca, a ich pełny trzeci album ukazał się 26 marca tego samego roku. Carter o nowej płycie powiedziała: „Tym albumem całkowicie wyrzuciliśmy zasady pisania i nagrywania. Postanowiliśmy, że chcemy stworzyć naprawdę ambitną płytę, nie taką, która odzwierciedlałaby nasz występ na żywo, ale taką, która jest ograniczona jedynie naszą wyobraźnią, a nie liczbą instrumentów używanych na scenie”.
3 marca 2014 roku powrócili z czwartym albumem studyjnym pn. Blood Red Shoes, wydanym przez ich własną wytwórnię Jazz Life, którą założyli w tym samym roku. Ansell powiedział o nim: „Na potrzeby tego albumu spakowaliśmy wszystkie nasze rzeczy, wsiedliśmy do vana i pojechaliśmy do Berlina, gdzie przez miesiące mieszkaliśmy w wynajętym studiu […] Wyszło to jak dotąd jako nasz najbardziej surowy, najcięższy, najbardziej seksowny i najbardziej pewny siebie album”. 
W 2014 roku występowali dwukrotnie w Polsce – 7 kwietnia w poznańskim klubie Pod Minogą i dzień później w warszawskiej Hydrozagadce. 
Po długiej trasie koncertowej nie byli obecni publicznie, a do 2016 roku pracowali nad nowym materiałem dla zespołu i nad projektami zewnętrznymi, a także prowadząc własną wytwórnię Jazz Life, gdzie wypromowali takie zespoły, jak Tigercub i Raketkanon. 

### Get Tragic i Ghosts On Tape (od 2019)

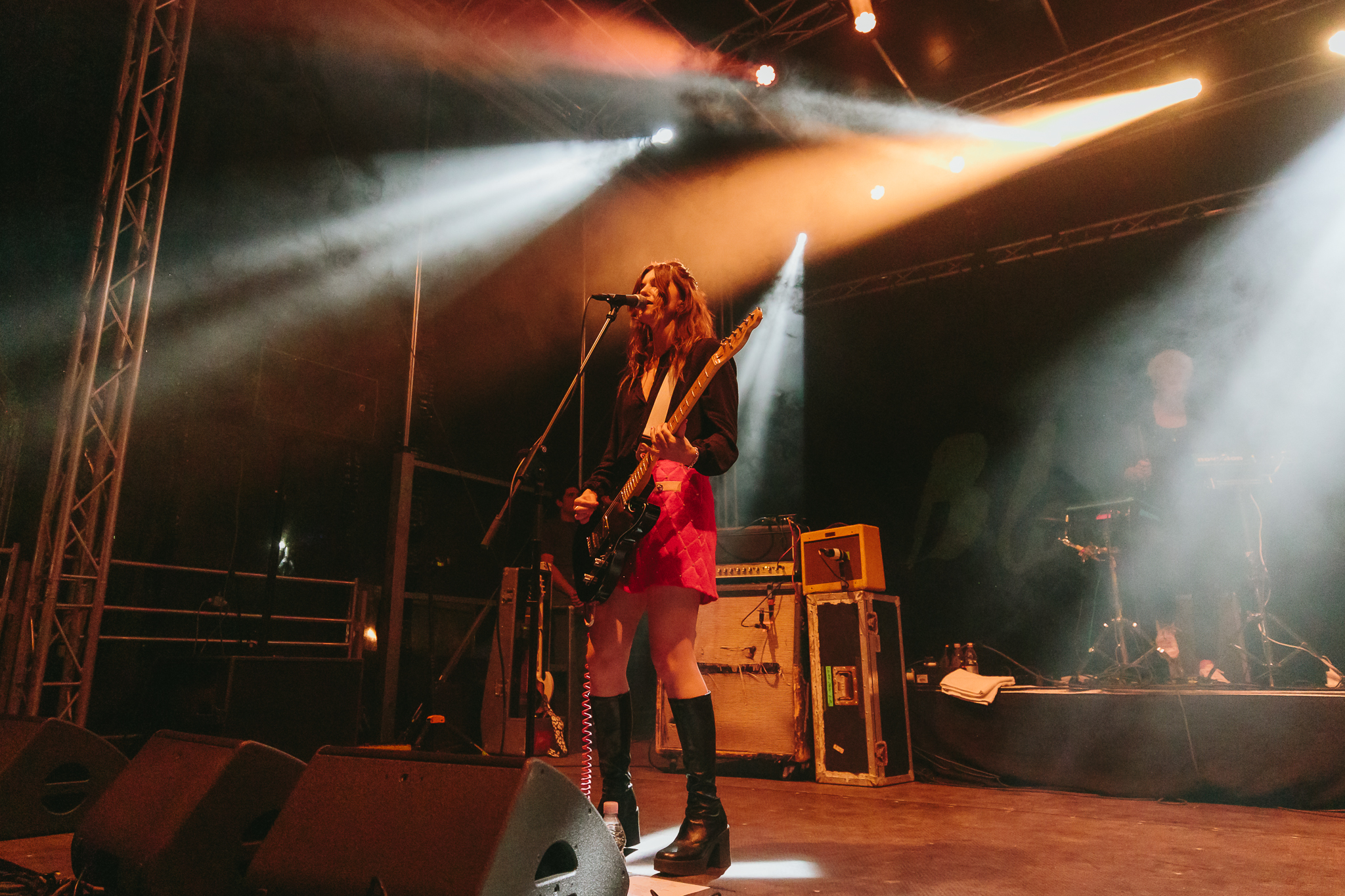
Laura-Mary Carter na festiwalu Rocken am Brocken 2022

27 kwietnia 2018 roku powrócili z nowym utworem „God Complex”, który zapowiedział wydanie ich nowego od czterech lat albumu. 18 września tego samego roku opublikowali singiel „Mexican Dress”. Kolejnym był „Howl”, który miał premierę 20 listopada.
Wyprodukowany przez Nicka Launaya album Get Tragic ukazał się w 25 stycznia 2019 roku nakładem własnej wytwórni Jazz Life. Ansell na temat albumu powiedział: „Powodem, dla którego nazwaliśmy go Get Tragic jest to, że zdaliśmy sobie sprawę, że wszystko, co robiliśmy przez ostatnie trzy lata, jest trochę tragiczne”.
30 września 2019 roku zespół wspólnie z amerykańskim zespołem Queen Kwong wydał singiel „Kid Don't Be So Shy”.
18 czerwca 2021 roku wydali minialbum Ø. Opisali go jako „uwalnianie naszej energii przez granie na cały regulator i pisanie piosenek o psychopatycznych zabójcach, o ponurym żniwiarzu, który przychodzi, aby cię dopaść w nocy, o strachu przed bliskością, o tych nudnych, cholernych ludziach, którzy narzekają online 24/7, ale nigdy nie ruszają się ze swoich foteli”
W październiku 2021 roku Carter zapowiedziała wydanie swojego debiutanckiego minialbumu Town Called Nothing, którego pierwszym singlem była tytułowa piosenka. EP-ka swoją premierę miała 3 grudnia tego samego roku.
Pod koniec października 2021 roku zespół zapowiedział wydanie swojego szóstego albumu studyjnego Ghosts on Tape, którego pierwszym singlem był utwór „Morbid Fascination”. Album swoją premierę miał 14 stycznia 2022 roku. Ansell powiedział o nowej płycie: „Ostatecznie ten album jest zaproszeniem. To my mówimy, to nasz świat, to nasze najciemniejsze myśli i uczucia – nasze duchy – uchwycone na taśmie”.
Z okazji 20-lecia pierwszego występu na żywo Blood Red Shoes, którego rocznica przypadała na wrzesień 2024 roku, został wydany podwójny album winylowy z koncertu w La Gaîté Lyrique w Paryżu, nagrany 13 września 2024 roku.

## Członkowie zespołu

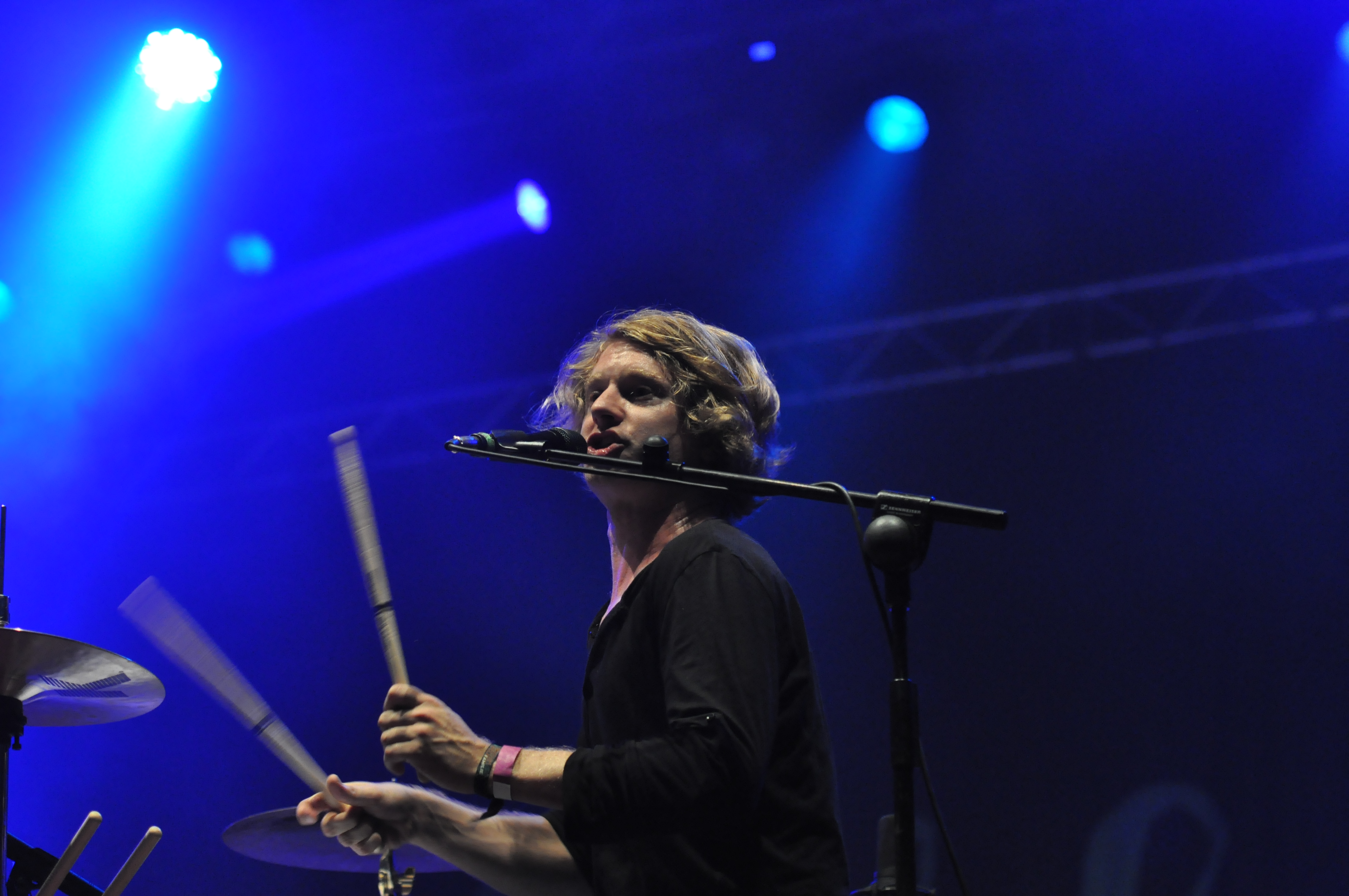
Steven Ansell (2014)

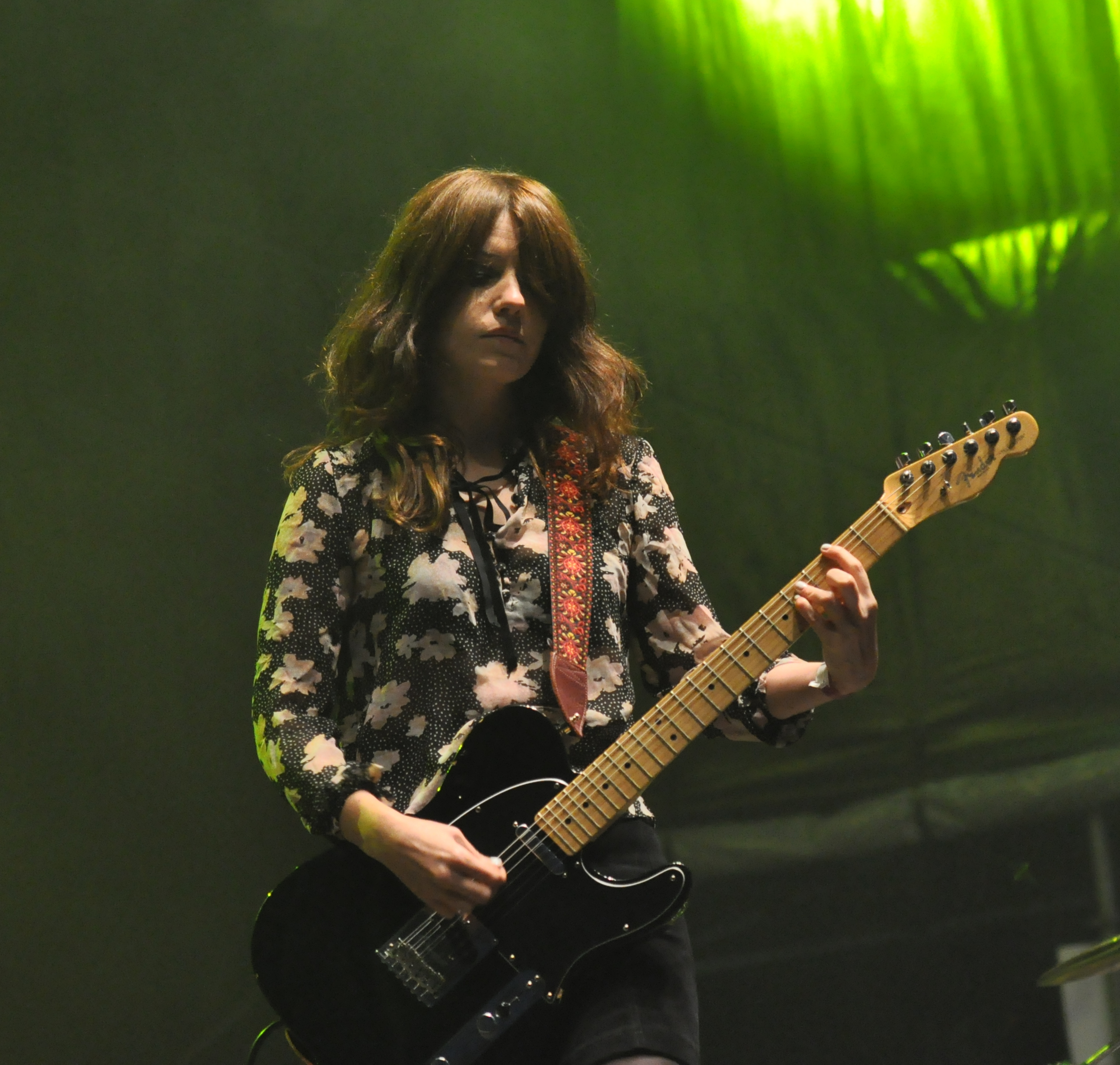
Laura-Mary Carter (2014)

- Steven Ansell – perkusja, wokal (od 2004)[1][2]
- Laura-Mary Carter – gitara, wokal (od 2004)[1][2]

## Dyskografia

### Albumy studyjne
| Rok                                                     | Tytuł             | Szczegóły                                     | Najwyższa pozycja na liście | Najwyższa pozycja na liście | Najwyższa pozycja na liście | Najwyższa pozycja na liście | Najwyższa pozycja na liście | Najwyższa pozycja na liście | Najwyższa pozycja na liście | Najwyższa pozycja na liście |
| Rok                                                     | Tytuł             | Szczegóły                                     | UK                          | UK Indie                    | UK Rock                     | BEL (FL)                    | BEL (WA)                    | GER                         | NLD                         | SCO                         |
| ------------------------------------------------------- | ----------------- | --------------------------------------------- | --------------------------- | --------------------------- | --------------------------- | --------------------------- | --------------------------- | --------------------------- | --------------------------- | --------------------------- |
| 2008                                                    | Box of Secrets    | - Data: 14 kwietnia 2008 - Wydawca: Mercury   | 47                          | —                           | —                           | 58                          | —                           | —                           | 73                          | 62                          |
| 2010                                                    | Fire like This    | - Data: 1 marca 2010 - Wydawca: V2            | 95                          | —                           | —                           | 42                          | —                           | —                           | 48                          | —                           |
| 2012                                                    | In Time to Voices | - Data: 26 marca 2012 - Wydawca: V2           | 61                          | —                           | 5                           | 63                          | —                           | 75                          | 78                          | 83                          |
| 2014                                                    | Blood Red Shoes   | - Data: 3 marca 2014 - Wydawca: Jazz Life     | 49                          | 8                           | —                           | 74                          | 111                         | 47                          | 69                          | 81                          |
| 2019                                                    | Get Tragic        | - Data: 25 stycznia 2019 - Wydawca: Jazz Life | 58                          | 3                           | —                           | 117                         | —                           | 60                          | —                           | 57                          |
| 2022                                                    | Ghosts on Tape    | - Data: 14 stycznia 2022 - Wydawca: Jazz Life | —                           | 9                           | —                           | —                           | —                           | —                           | —                           | 95                          |
| "—" oznacza, że album nie był notowany na danej liście. |                   |                                               |                             |                             |                             |                             |                             |                             |                             |                             |
| [ 1 ] [ 48 ]                                            | [ 1 ] [ 48 ]      | [ 1 ] [ 48 ]                                  | [ 49 ]                      | [ 49 ]                      | [ 49 ]                      | [ 50 ]                      | [ 50 ]                      | [ 50 ]                      | [ 50 ]                      | [ 49 ]                      |